# 布魯姆 (紐約州)
布魯姆（英語：Broome）是一個位於美國紐約州斯科哈里縣的鎮。

## 人口
根據2020年美國人口普查的數據，布魯姆的面積為124.30平方千米，當中陸地面積為123.65平方千米，而水域面積為0.65平方千米。當地共有人口863人，而人口密度為每平方千米7人。